# Захаров, Геннадий Михайлович
Генна́дий Миха́йлович Заха́ров (1922—1969) — Гвардии майор Советской Армии, участник Великой Отечественной войны, Герой Советского Союза (1943).

## Биография
Геннадий Захаров родился 25 октября 1922 года в селе Селёма (ныне — Арзамасский район Нижегородской области). В 1930 году его отец был раскулачен и выслан в Сибирь, однако вскоре переехал в Казань, куда к нему приехала и его семья. Захаров окончил казанскую школу № 88. В августе 1944 года он был призван на службу в Рабоче-крестьянскую Красную Армию. Окончил полковую школу и Саратовское военное училище связи. С ноября 1942 года — на фронтах Великой Отечественной войны. Принимал участие в боях на Сталинградском, Степном, Воронежском и 2-м Украинском фронтах. К сентябрю 1943 года гвардии лейтенант Геннадий Захаров командовал телефонно-кабельным взводом 107-й гвардейской отдельной роты связи 78-й гвардейской стрелковой дивизии 7-й гвардейской армии Степного фронта. Отличился во время битвы за Днепр.
25 сентября 1943 года Захаров в составе группы связистов переправился через Днепр на остров Бородаевский и проложил к позициям советских войск на нём кабель. 27 сентября во время боя у села Домоткань Верхнеднепровского района Днепропетровской области Украинской ССР Захаров принял на себя командование стрелковым взводом и поднял бойцов этого взвода в атаку, в результате которой было уничтожено несколько десятков вражеских солдат и офицеров.
Указом Президиума Верховного Совета СССР от 26 октября 1943 года за «образцовое выполнение боевых заданий командования на фронте борьбы с немецкими захватчиками и проявленные при этом мужество и героизм» гвардии лейтенант Геннадий Захаров был удостоен высокого звания Героя Советского Союза с вручением ордена Ленина и медали «Золотая Звезда» за номером 1369.
После окончания войны Захаров продолжил службу в Советской Армии. В 1949 году он окончил Военную академию связи. В 1959 году в звании майора Захаров был уволен в запас. Проживал в Казани, затем в Ленинграде. Трагически погиб 26 января 1969 года, похоронен на Северном кладбище Санкт-Петербурга.
Был также награждён орденом Отечественной войны 2-й степени и рядом медалей.